# Julije III.
Julije III., lat. Iulius PP. III., (10. rujna 1487. – 23. ožujka 1555.), rođen kao Giovanni Maria Giocci, 221. poglavar Katoličke Crkve, papa od 7. veljače 1550. do smrti 1555. godine.